# Clathrinidae
Clathrinidae är en familj av svampdjur. Clathrinidae ingår i ordningen Clathrinida, klassen kalksvampar, fylumet svampdjur och riket djur. Enligt Catalogue of Life omfattar familjen Clathrinidae 86 arter. 
Kladogram enligt Catalogue of Life och Dyntaxa:
| Clathrinidae | \| \| Clathrina \| \| \| \| \| \| Guancha \| \| \| \| |
|              | \| \| Clathrina \| \| \| \| \| \| Guancha \| \| \| \| |
|              | Leucaltidae                                           |
|              |                                                       |
|              | Leucascidae                                           |
|              |                                                       |
|              | Leucettidae                                           |
|              |                                                       |
|              | Leucomalthe                                           |
|              |                                                       |
|              | Levinellidae                                          |
|              |                                                       |
|              | Soleneiscidae                                         |
|              |                                                       |
|              | Clathrina                                             |
|              |                                                       |
|              | Guancha                                               |
|              |                                                       |

|  | Clathrina |
|  |           |
|  | Guancha   |
|  |           |

## Bildgalleri

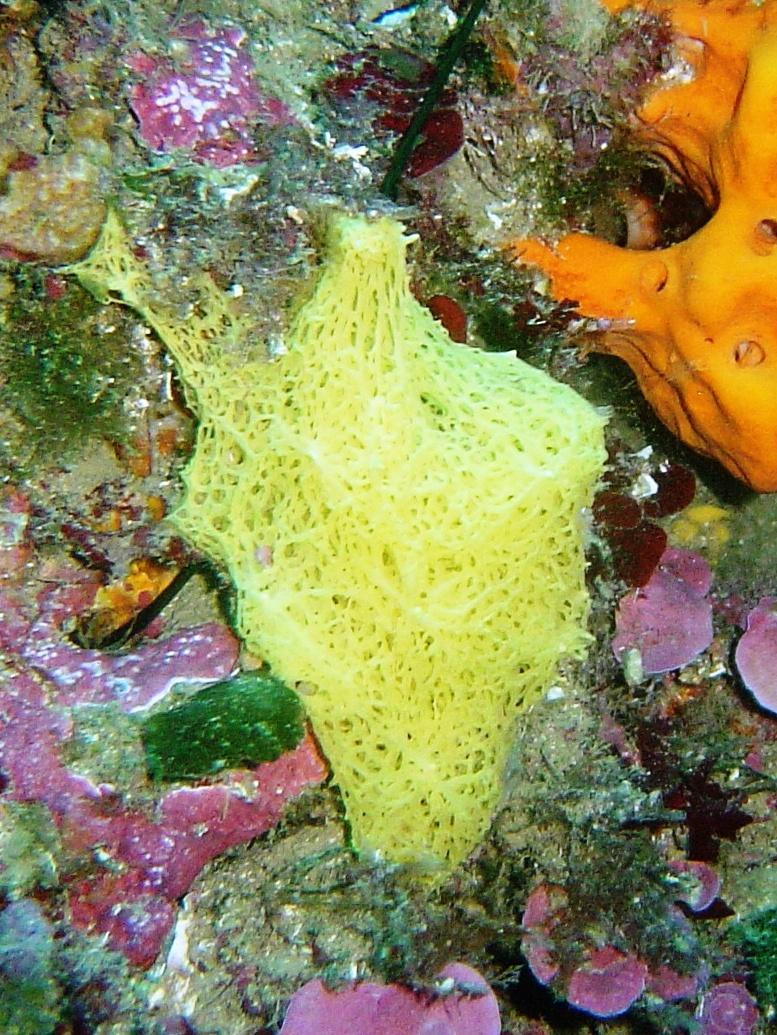